# Arthrogorgia kinoshitai
Arthrogorgia kinoshitai är en korallart som beskrevs av Bayer 1952. Arthrogorgia kinoshitai ingår i släktet Arthrogorgia och familjen Primnoidae. Inga underarter finns listade i Catalogue of Life.